# Kościół Wniebowzięcia Najświętszej Maryi Panny w Uchaniach

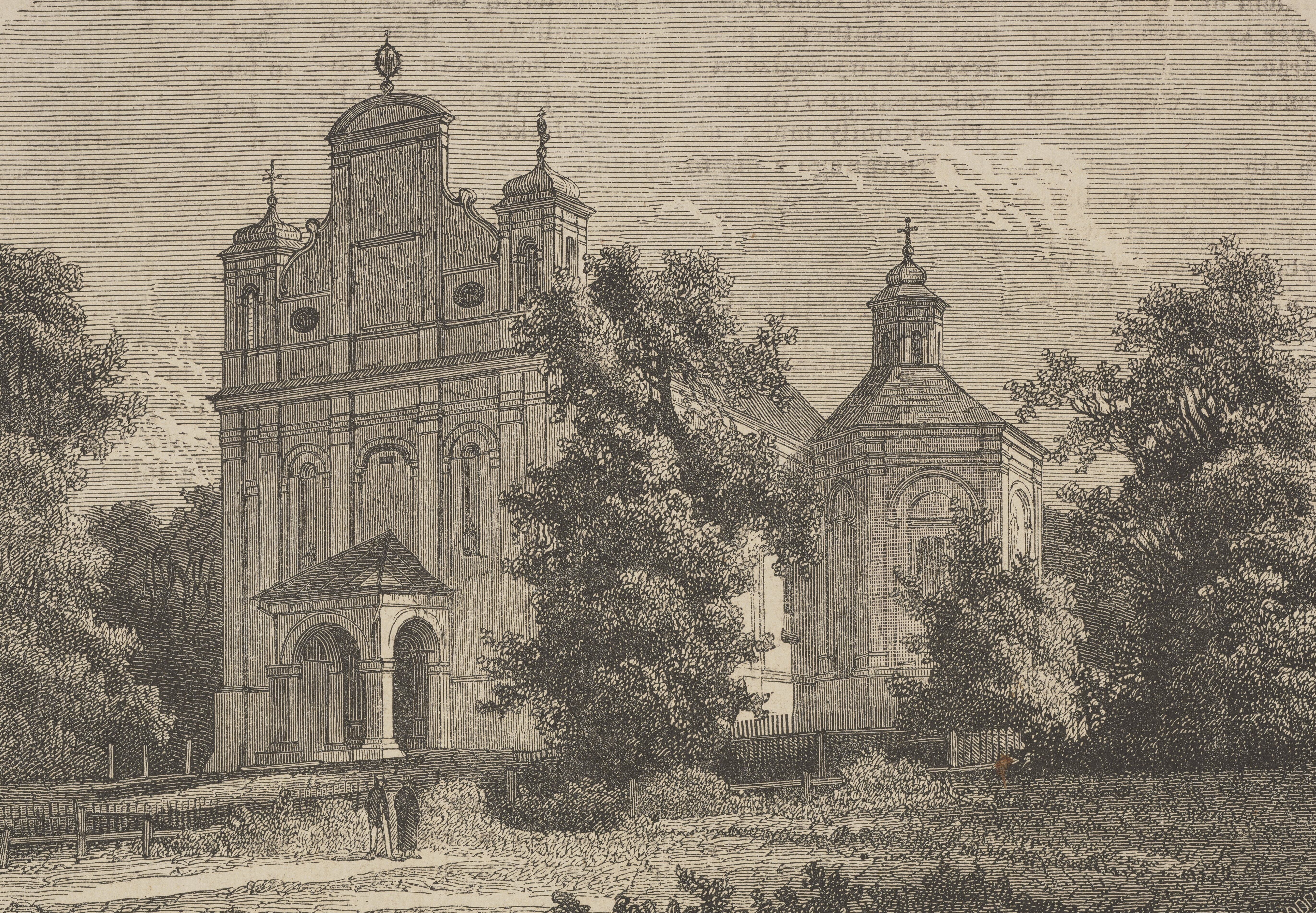
Widok kościoła przed 1900

Kościół Wniebowzięcia Najświętszej Maryi Panny – rzymskokatolicki kościół parafialny należący do dekanatu Grabowiec diecezji zamojsko-lubaczowskiej. Znajduje się na trasie Szlaku Renesansu Lubelskiego.

## Historia
Świątynia, pierwotnie późnogotycka, wybudowana w latach 1482-1484 i ufundowana przez Pawła Jasieńskiego, kasztelana sandomierskiego, zniszczona około połowy XVI wieku, została w 1575 roku odbudowana z fundacji prymasa Jakuba Uchańskiego, w stylu renesansu lubelskiego. Rozbudowana i całkowicie przebudowana w 1. ćwierci XVII wieku dzięki staraniom Mikołaja Daniłłowicza podskarbiego wielkiego koronnego (z tego czasu pochodzą nawa, kaplice i być może sklepienie prezbiterium), wykończony (m.in. dekoracja stiukowa) po 1625 roku dzięki staraniom syna Jana Mikołaja starosty chełmskiego, późniejszego podskarbiego wielkiego koronnego, zapewne przez muratora Jana Wolffa i najprawdopodobniej według projektu archidiecezjalnego zamojskiego Jana Jaroszewicza. Odnowiona po zniszczeniach w 1655 roku, konsekrowana w 1693 roku. 
Budowla była remontowana zapewne około 1718 roku. W wydanej po raz pierwszy w 1786 r. „Geografii (...) Galicyi i Lodomeryi” jej autor, hrabia Ewaryst Andrzej Kuropatnicki, przy opisie Uchań poświęcił sporo miejsca kościołowi ...z posadzką z marmuru szwedzkiego, w którym mauzolea wspaniałe i groby wielkiego domu Uchańskich. W grobach są trumny cynowe, marmurowe, alabastrowe. Wnijść każdy może bo są widne; równie jak kościół z ołtarzem tamże marmurowym. W tym kościele jest obraz Matki Boskiej i głowy ś. Atanazego, doktora kościoła, i ś. Flawii Domicyli przez Uchańskiego, prymasa, z kaplicy papiezkiej od zakrystyana przekupionego wydane i do Uchań uwiezione. Tamże są obrazy ś. Stanisława Kostki i ś. Antoniego padewskiego w Rzymie malowane.
Kolejne remonty miały miejsce po pożarze w 1809 roku, w 1867 (m.in. zburzono attykę nad zakrystią i piętro nad portykiem zachodnim oraz zamalowano polichromię w prezbiterium), w 1901 roku według planów archidiecezjalnych Stanisława Czachórskiego (m.in. wymieniono hełmy na wieżyczkach), przed 1931 rokiem, 1951, 1975, 1966, 1975.

## Architektura
Jest to budowla jednonawowa posiadająca węższe od nawy, wydłużone, zamknięte trójbocznie prezbiterium. Fasada jest zwieńczona wysokim szczytem z niewielkimi wieżyczkami w narożnikach. Sklepienie kościoła jest pokryte dekoracja sztukatorską z motywami skrzydlatych głów aniołów oraz herbów Herbut, Korab, Radwan i Topór. Wewnątrz znajduje się bogato zdobiony nagrobek Pawła i Anny Uchańskich wykonany pod koniec XVI wieku, pochodzący z warsztatu Santi Gucciego.

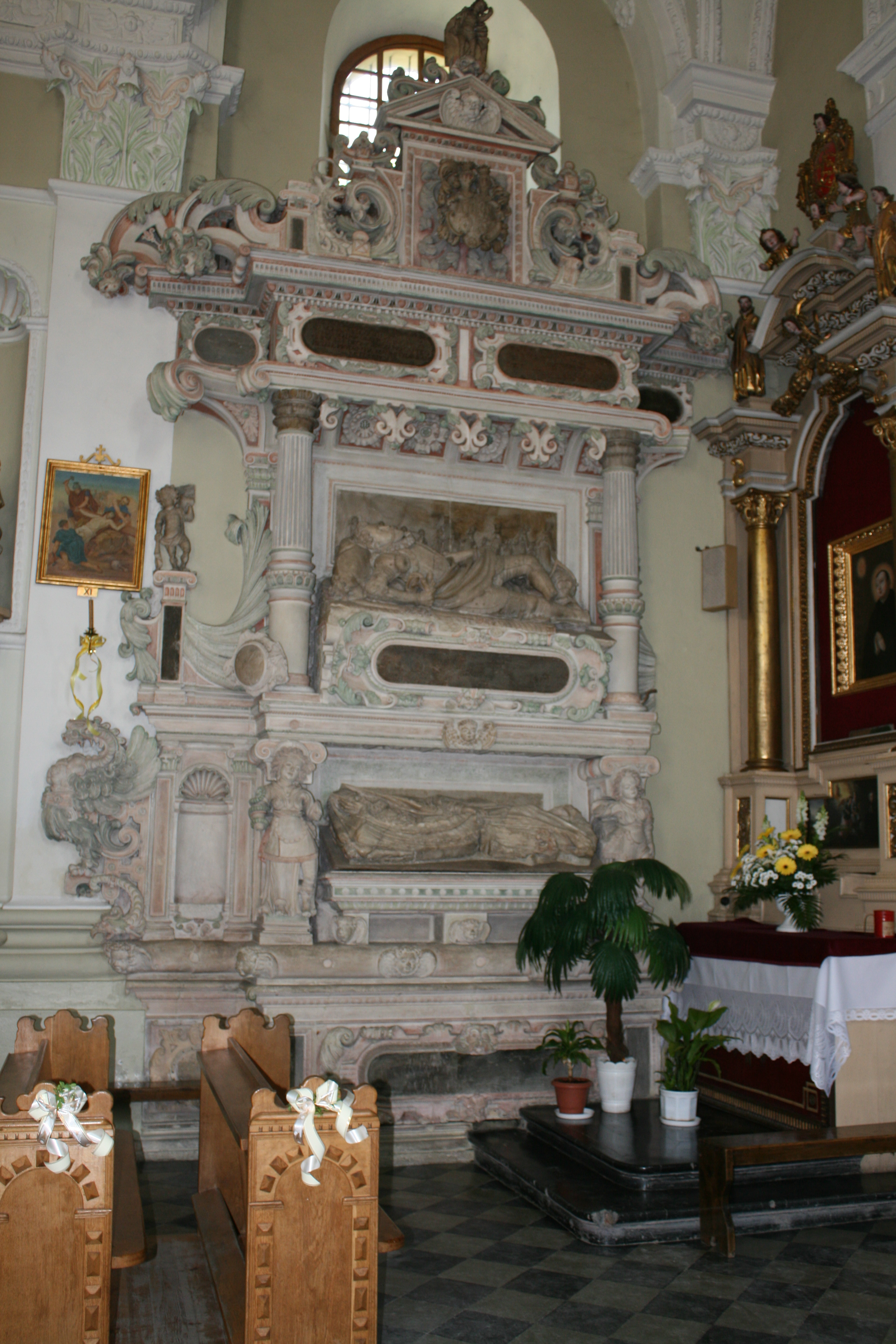
Nagrobek Pawła i Anny Uchańskich
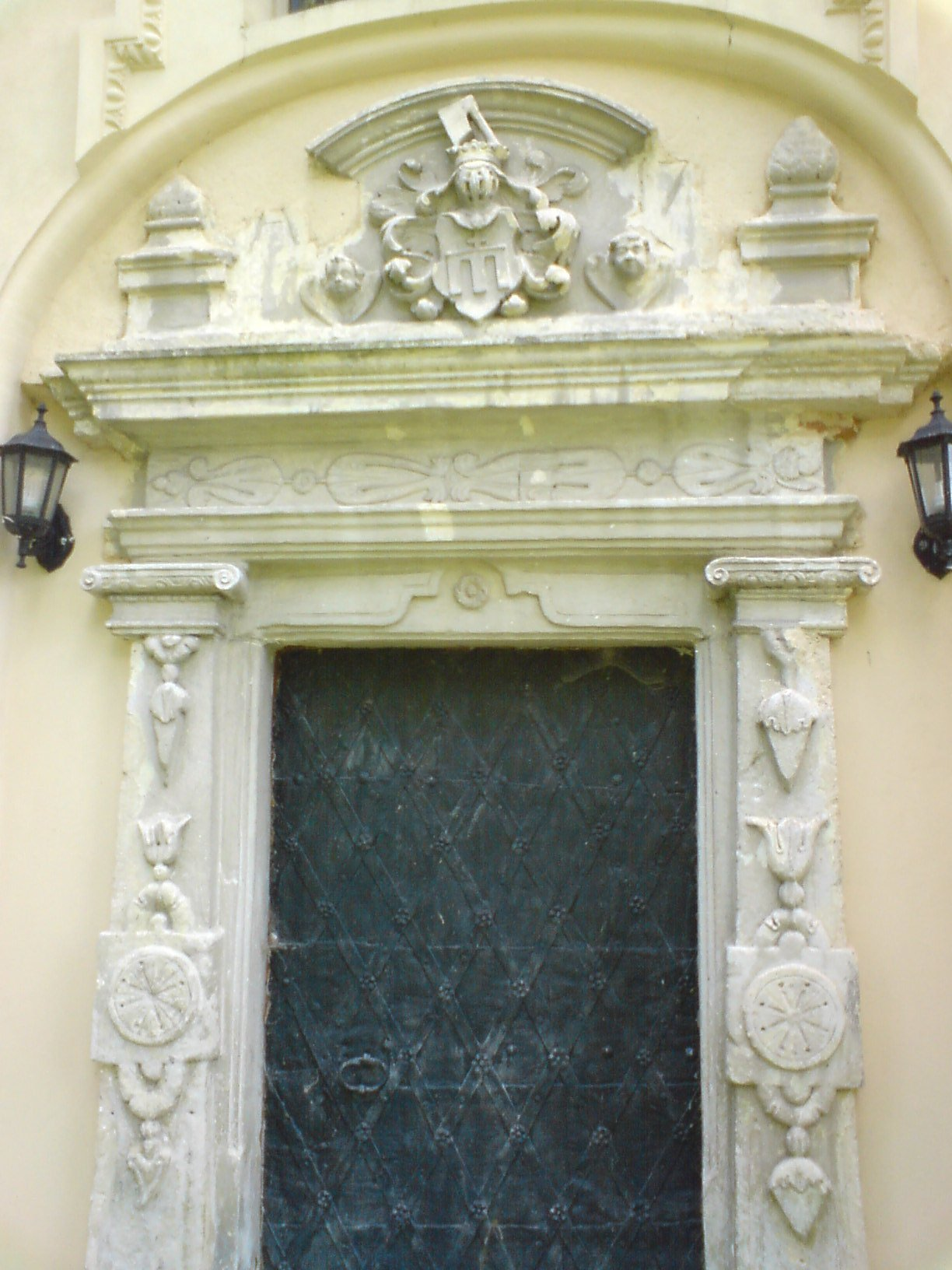
Portal
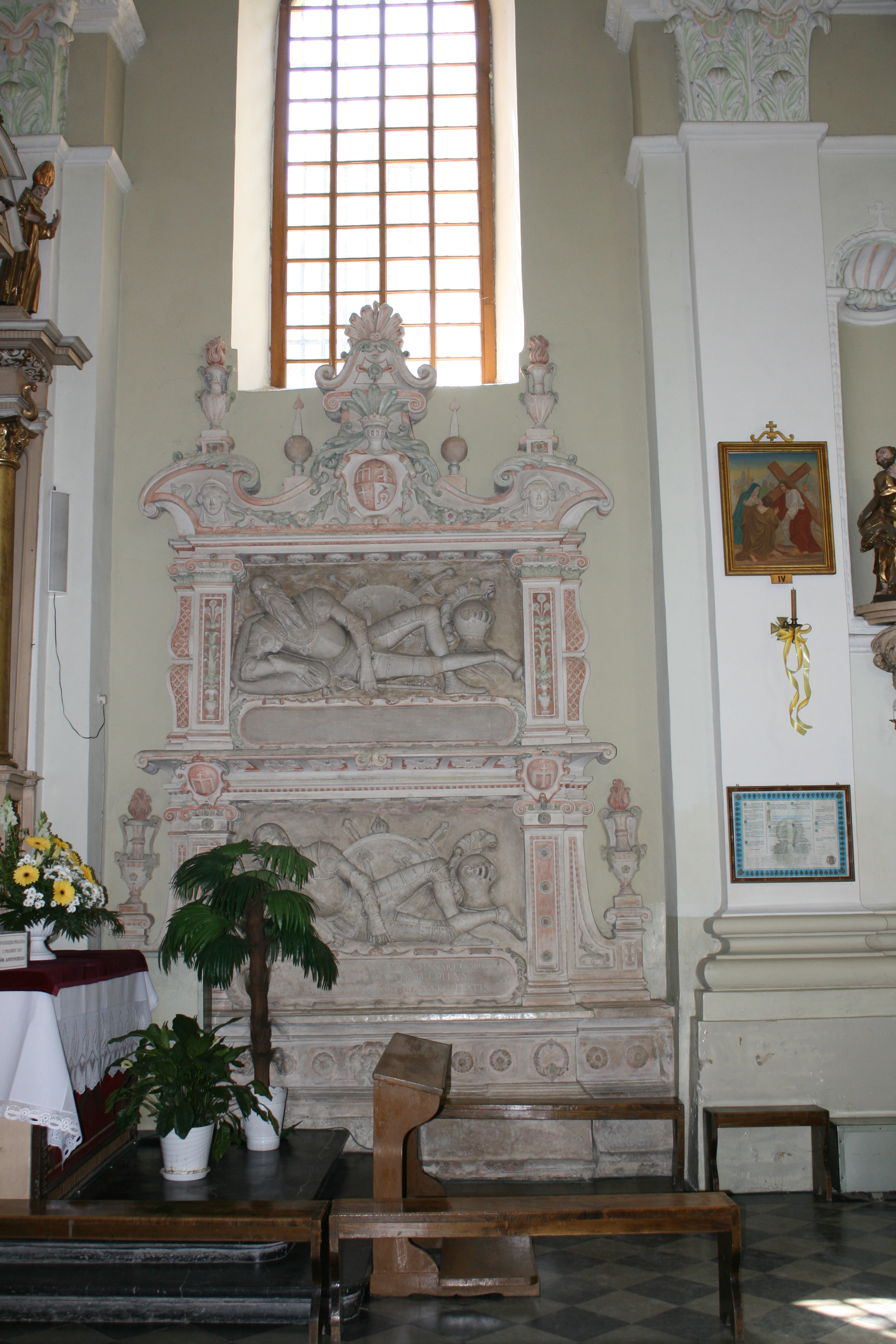
Nagrobek Stanisława i Arnulfa Uchańskich
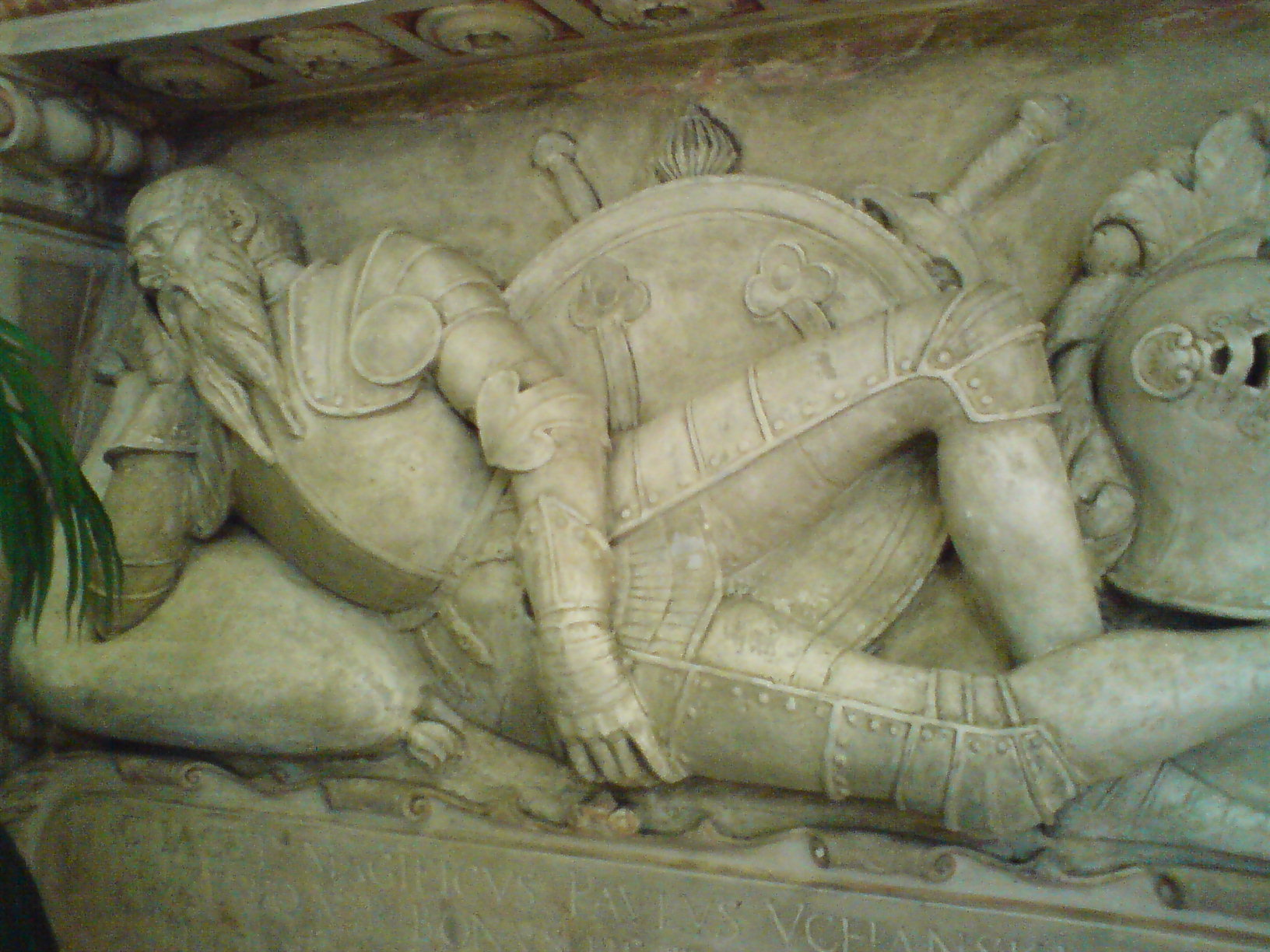
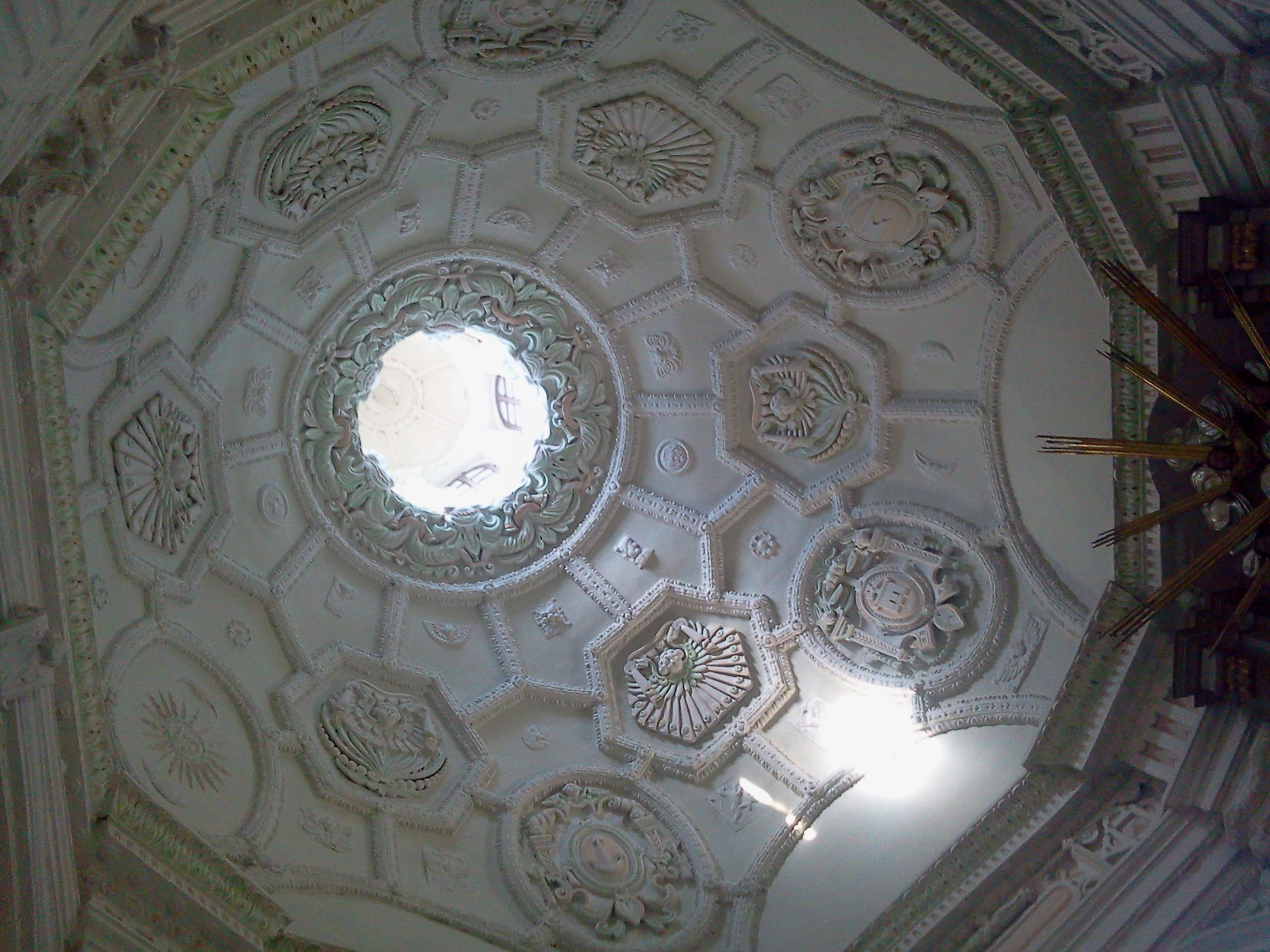